# تشارلي إليوت
تشارلي إليوت (بالإنجليزية: Charlie Elliott)‏ (24 أبريل 1912 في المملكة المتحدة - 2004 بنوتنغهام في المملكة المتحدة) هو مدرب كرة قدم ولاعب كريكت ولاعب كرة قدم بريطاني (وحمل سابقاً جنسية المملكة المتحدة لبريطانيا العظمى وأيرلندا) في مركز الدفاع. لعب مع نادي مقاطعة ديربيشاير للكريكت ‏.

## وصلات خارجية
- تشارلي إليوت على موقع إي آس بي آن كريك إنفو (الإنجليزية)